# Louis Willoughby
Louis Willoughby (10 luglio 1876 – Clearwater, 12 settembre 1968) è stato un attore e regista britannico del cinema muto. Marito dell'artista di origine ungherese Vera Willoughby (1870–1939), lavorò anche a Hollywood alla fine degli anni dieci e nei primi anni venti, usando talvolta il nome alternativo Lewis Willoughby.

## Filmografia

### Attore
- The Boatswain's Daughter, regia di Theo Frenkel - cortometraggio (1913)
- Treasure of the Sea, regia di Frank Reicher (1918)
- A Model's Confession, regia di Ida May Park (1918)
- Follia di mezzanotte (Midnight Madness), regia di Rupert Julian (1918)
- Un paio di calze ricamate (A Pair of Silk Stockings), regia di Walter Edwards (1918)
- Sauce for the Goose, regia di Walter Edwards (1918)
- Her Country First, regia di James Young (1918)
- The Temple of Dusk, regia di James Young (1918)
- Mirandy Smiles, regia di William C. de Mille (1918)
- The Artistic Temperament, regia di Fred Goodwins (1919)
- Fantee, regia di Louis Willoughby (1920)
- Colonel Newcombe, the Perfect Gentleman, regia di Fred Goodwins (1920)
- Risky Business, regia di Harry B. Harris e Rollin S. Sturgeon (1920)
- Desperate Youth
- Bluff, regia di Geoffrey Malins (1921)
- Lamp in the Desert, regia di F. Martin Thornton (1922)
- Was She Guilty?, regia di George Beranger (1922)
- Trapped by the Mormons
- The Scarlet Lady, regia di Walter West (1922)
- Mr. Barnes of New York, regia di Victor Schertzinger (1922)
- Shifting Sands, regia di Fred LeRoy Granville (1922)

### Regista
- Wisp o' the Woods, co-regia di Cecil M. Hepworth (1919)
- The Secret of the Moor (1919)
- Only a Mill Girl (1919)
- Fantee (1920)